# Anton Yelchin
Anton Viktorovich Yelchin (en ruso: Анто́н Ви́кторович Ельчи́н; Leningrado, 11 de marzo de 1989-Los Ángeles, California, 19 de junio de 2016) fue un actor ruso-estadounidense de cine y televisión, conocido por interpretar a Pavel Chekov en la serie de películas de reinicio de Star Trek, entre otros papeles.
Empezó a actuar a finales de 1990, apareciendo en varios papeles de televisión y en las películas Along Came a Spider y Hearts in Atlantis (ambas en 2001). Su papel como Jacob Clarke en la miniserie de Steven Spielberg Taken fue significativa en la promoción de su carrera como actor infantil. Más tarde actuó en las películas Charlie Bartlett (2007), Terminator Salvation (2009), Fright Night (2011), Like Crazy (2011) y Only Lovers Left Alive (2013). Aparece en Star Trek (2009), Star Trek: en la oscuridad (2013), 5 to 7 (2014), Star Trek Beyond (2016).

## Primeros años
Yelchin nació el 11 de marzo de 1989, en Leningrado, Unión Soviética (ahora San Petersburgo, Rusia). Sus padres, Víktor Yelchin e Irina Korina, eran patinadores artísticos sobre hielo que fueron celebridades como estrellas del ballet sobre hielo de Leningrado durante 15 años. Su familia es judía; en la URSS, fueron sometidos a la opresión religiosa y política. Yelchin había dicho: «Mis abuelos sufrieron de una manera que ni siquiera puedo empezar a entender bajo Stalin». A nivel nacional, los padres de Yelchin fueron el tercer mejor equipo de parejas; de este modo, se clasificaron para los Juegos Olímpicos de Invierno 1972, pero las autoridades soviéticas no les permitieron participar. Yelchin había dicho que el motivo no era claro: «No sé exactamente lo que era; porque eran judíos o debido a que el KGB no quería permitirles viajar».
La familia de Yelchin se trasladó a los Estados Unidos en septiembre de 1989, cuando Anton tenía seis meses de edad, después de recibir la condición de refugiados del Departamento de Estado de los Estados Unidos. La madre de Yelchin trabajó como coreógrafa de patinaje artístico y su padre como entrenador de patinaje, habiendo sido el primer entrenador de Sasha Cohen. El tío de Yelchin es el autor infantil y pintor Eugene Yelchín.
En un artículo publicado en el diario Los Angeles Times en diciembre de 1989, la madre de Yelchin declaró «Una mujer se acercó, vio a Anton, y dijo: ‹Es hermoso. Será actor›». Yelchin había declarado que «no era muy bueno» en el patinaje artístico, la profesión de sus padres. En una ocasión tocó en una banda de punk llamada The Hammerheads, aunque el grupo se ha disuelto. Le gustaba tocar la guitarra, una vez diciendo que esto le daba «mucha satisfacción», y era fan de la música blues acústica. Estudió en el Centro de Estudios Enriquecidos Sherman Oaks en Tarzana, California, y se inscribió en la Universidad del Sur de California en el otoño de 2007 para estudiar cine.

## Carrera
Yelchin comenzó a actuar a la edad de 9 años en la película independiente A Man is Mostly Water. Sus primeros papeles fueron como Jackson en A Time for Dancing, Milo en Delivering Milo, Tommy Warshaw en House of D, y Jacob Clarke en la miniserie Taken. Hizo una aparición especial como Stewart, el primo de Cheryl David que se describe a sí mismo como un mago (que sólo sabe un truco de cartas), en un episodio de la cuarta temporada de Curb Your Enthusiasm, y actuó como Byrd Huffstodt, el hijo de 14 años de edad del Dr. Craig «Huff» Huffstodt (Hank Azaria), en la serie de televisión Huff, que se desarrolló de 2004 a 2006. En 2006, también tuvo un papel en un episodio de la serie Law & Order: Criminal Intent, interpretando a un chico que se enamora de su profesora. Su reconocimiento de cine más grande vino para el papel de Bobby Garfield en Hearts in Atlantis (2001), por la que ganó Mejor Actuación en una Película - actor joven en los premios Artista Joven 2002. También apareció en el episodio de Criminal Minds, «Sex, Birth, Death», como Nathan Harris, un chico que tiene fantasías acerca de matar a prostitutas.

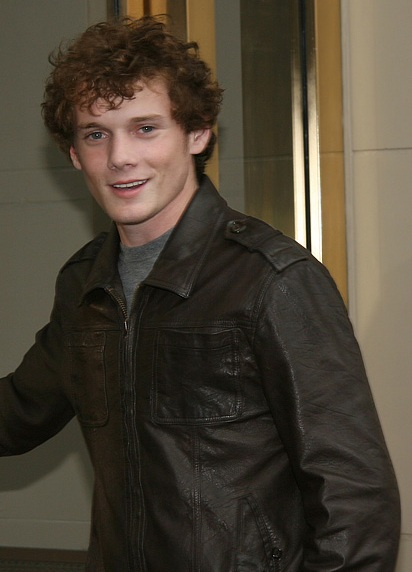
Yelchin en el Festival Internacional de Cine de Toronto, 2008.

Yelchin protagonizó Alpha Dog, un thriller estrenado el 12 de enero de 2007. En la película interpretó a Zack Mazursky, un personaje basado en la víctima de secuestro y asesinato de la vida real Nicholas Markowitz. La crítica de USA Today describió la actuación como «desgarradoramente entrañable». Después del estreno, la madre de Markowitz felicitó su interpretación de su hijo. Yelchin posteriormente encabezó Fierce People, un drama que recibió un lanzamiento limitado el 7 de septiembre de ese año y fue coprotagonizada por Diane Lane, Donald Sutherland y Chris Evans. En 2008 Yelchin interpretó el papel principal en Charlie Bartlett, una película sobre un adolescente rico en una escuela secundaria pública. Ese mismo año, Yelchin apareció junto al dúo ruso t.A.T.u. en la película You and I (que fue filmado en Moscú durante el verano de 2007), y coprotagonizó junto a Susan Sarandon y Justin Chatwin en Middle of Nowhere. Luego actuó en dos películas de 2009: la undécima película de Star Trek, en la que interpretó al navegante de 17 años Pavel Chekov, y Terminator Salvation, en la que interpretó el papel de un adolescente Kyle Reese.
En 2011, Yelchin interpretó a Charley Brewster en Fright Night, dirigida por Craig Gillespie, protagonizó el drama romántico Like Crazy, e interpretó al Pitufo Tontín en la adaptación cinematográfica de Los Pitufos y su secuela. Proporcionó la voz para el personaje del pirata albino en la película de dibujos animados The Pirates! In an Adventure with Scientists! (lanzada en América del Norte como The Pirates! Band of Misfits) (2012).
Repitió el papel de Chekov en Star Trek: en la oscuridad (2013) y Star Trek Beyond (2016), e interpretó el papel principal en la película Odd Thomas: cazador de fantasmas.
Interpretó el papel de Jim en Trollhunters de Guillermo del Toro. Logró grabar todos sus diálogos antes de su trágica muerte. Esta serie se estrenó mundialmente en Netflix el 23 de diciembre de 2016, póstumamente.
Compartió créditos con Anya Taylor Joy y Olivia Cooke en la comedia negra Thoroughbreds (2017), como Tim. Esta película también se estrena póstumamente y se convierte en su epitafio, al ser su último rol estelar.

## Fallecimiento
El 19 de junio de 2016, Yelchin fue encontrado por unos amigos atrapado entre su automóvil y un pilar de ladrillos fuera de su casa en Studio City, California, en lo que fue descrito como un «extraño accidente». Aparentemente, Yelchin salió de su automóvil y mientras se dirigía a la entrada de su casa, éste rodó hacia atrás y lo atrapó contra el pilar y una valla de seguridad. Fue declarado muerto más tarde ese día a la edad de 27 años. La oficina del forense del condado de Los Ángeles identificó la causa de la muerte como «asfixia traumática contusa», y afirmó que «no había circunstancias sospechosas obvias implicadas».

## Filmografía

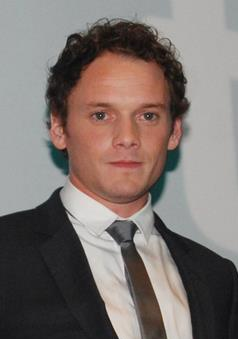
Yelchin en el estreno de Only Lovers Left Alive en septiembre de 2013.

### Cine
| Año  | Título                                       | Personaje                           | Notas                                        |
| ---- | -------------------------------------------- | ----------------------------------- | -------------------------------------------- |
| 2000 | Time for Dancing                             | Jackson Michaels                    |                                              |
| 2000 | Geppetto                                     |                                     | Musical para televisión                      |
| 2001 | 15 Minutes                                   | Muchacho en edificio en llama       |                                              |
| 2001 | Along Came a Spider                          | Dimitri Starodubov                  |                                              |
| 2001 | Hearts in Atlantis                           | Bobby Garfield                      |                                              |
| 2001 | Delivering Milo                              | Milo                                | Papel principal                              |
| 2002 | Rooftop Kisses                               | Charlie                             |                                              |
| 2004 | House of D                                   | Tommy Warshaw                       |                                              |
| 2005 | Fierce People                                | Finn Earl                           |                                              |
| 2007 | Alpha Dog                                    | Zack Mazursky                       | Basado en el personaje de Nicholas Markowitz |
| 2008 | Middle of Nowhere                            | Dorian Spitz                        |                                              |
| 2008 | You and I                                    | Edvard Nikitin                      |                                              |
| 2008 | New York, I Love You                         | Kane                                | Segmento: «Brett Ratner»                     |
| 2008 | Charlie Bartlett                             | Charlie                             |                                              |
| 2009 | New York, I Love You                         | El chico en el parque               |                                              |
| 2009 | Star Trek                                    | Pavel Chekov                        |                                              |
| 2009 | Terminator Salvation                         | Kyle Reese                          |                                              |
| 2010 | Memoirs of a Teenage Amnesiac                | Ace Zuckerman                       |                                              |
| 2010 | You and I                                    | Edvard Nikitin                      |                                              |
| 2011 | Like Crazy                                   | Jacob Helm                          |                                              |
| 2011 | Noche de miedo                               | Charley Brewster                    |                                              |
| 2011 | Los Pitufos                                  | Pitufo Tontín                       |                                              |
| 2011 | The Beaver                                   | Porter Black                        |                                              |
| 2011 | The Smurfs: A Christmas Carol                | Pitufo Tontín                       |                                              |
| 2012 | The Pirates! In an Adventure with Scientists | Pirata Albino                       | Actor de doblaje                             |
| 2013 | Movie 43                                     | Trabajador necrofílico en la morgue | Escena eliminada                             |
| 2013 | La Colina de las Amapolas                    | Shun Kazama                         | Actor de doblaje                             |
| 2013 | Only Lovers Left Alive                       | Ian                                 |                                              |
| 2013 | Odd Thomas: cazador de fantasmas             | Odd Thomas                          |                                              |
| 2013 | Star Trek: en la oscuridad                   | Pavel Chekov                        |                                              |
| 2013 | Los Pitufos 2                                | Pitufo Tontín                       |                                              |
| 2013 | Los Pitufos y el Jinete sin Cabeza           | Pitufo Tontín                       |                                              |
| 2014 | Rudderless                                   | Quentin                             | Papel principal                              |
| 2014 | 5 to 7                                       | Brian                               |                                              |
| 2014 | Unity                                        | Narrador                            | Documental                                   |
| 2014 | El Aprendiz                                  | Wayne                               | Corto                                        |
| 2014 | Burying the Ex                               | Max                                 | Papel principal                              |
| 2014 | Dying of the Light                           | Milton Schultz                      | Papel principal                              |
| 2015 | Broken Horses                                | Jacob Heckum                        |                                              |
| 2015 | Cymbeline                                    | Cloten                              |                                              |
| 2015 | Experimenter                                 | Rensaleer                           |                                              |
| 2015 | The Driftless Area                           | Pierre                              |                                              |
| 2015 | Green Room                                   | Pat                                 | Papel principal                              |
| 2016 | We Don't Belong Here                         | Maxwell Green                       |                                              |
| 2016 | Star Trek Beyond                             | Pavel Chekov                        |                                              |
| 2016 | Porto                                        | Jake Kleeman                        |                                              |
| 2017 | Rememory                                     | Todd                                |                                              |
| 2017 | Trollhunters                                 | Jim                                 |                                              |

### Televisión
| Año         | Título                       | Papel                | Título del episodio                                |
| ----------- | ---------------------------- | -------------------- | -------------------------------------------------- |
| 2000        | ER                           | Robbie Edelstein     | «Be Still My Heart»                                |
| 2002        | La juez Amy                  | Davis Bishop         | «The Justice League of America»                    |
| 2002        | Taken                        | Jacob Clarke – Child | 2 episodios: «Jacob and Jesse» y «High Hopes»      |
| 2002        | The Practice                 | Justin Langer        | 2 episodios: «Small Sacrifices» y «The Good Fight» |
| 2003        | Sin rastro                   | Johnny Atkins        | «The Bus»                                          |
| 2004        | El show de Larry David       | Stewart              | «The Blind Date»                                   |
| 2004        | NYPD Blue                    | Evan Grabber         | «Take My Wife, Please»                             |
| 2004 - 2006 | Huff                         | Byrd Huffstodt       | 25 episodios                                       |
| 2006        | Law & Order: Criminal Intent | Keith Tyler          | «Tru Love»                                         |
| 2006        | Criminal Minds               | Nathan Harris        | «Sex, Birth, Death»                                |
| 2016        | Trollhunters                 | James 'Jim' Lake Jr. | Voz, serie original de Netflix                     |